# Mongla
Mongla (bengáli nyelven: মংলা, korábban Chalna) város Banglades déli részén. A Gangesz egyik ágának, a Pusur folyó partján fekszik. A várost a Szundarbansz mangroveerdeje veszi körül.
Gazdasági élete a kikötőre alapul, amely az országban a második legnagyobb Csittagong után. Kikötőjében a fő exportáruk: juta, bőrtermékek, dohány, fagyasztott hal és rák. A fő importáruk: gabona, műtrágya, cement, szén, cellulózrost.

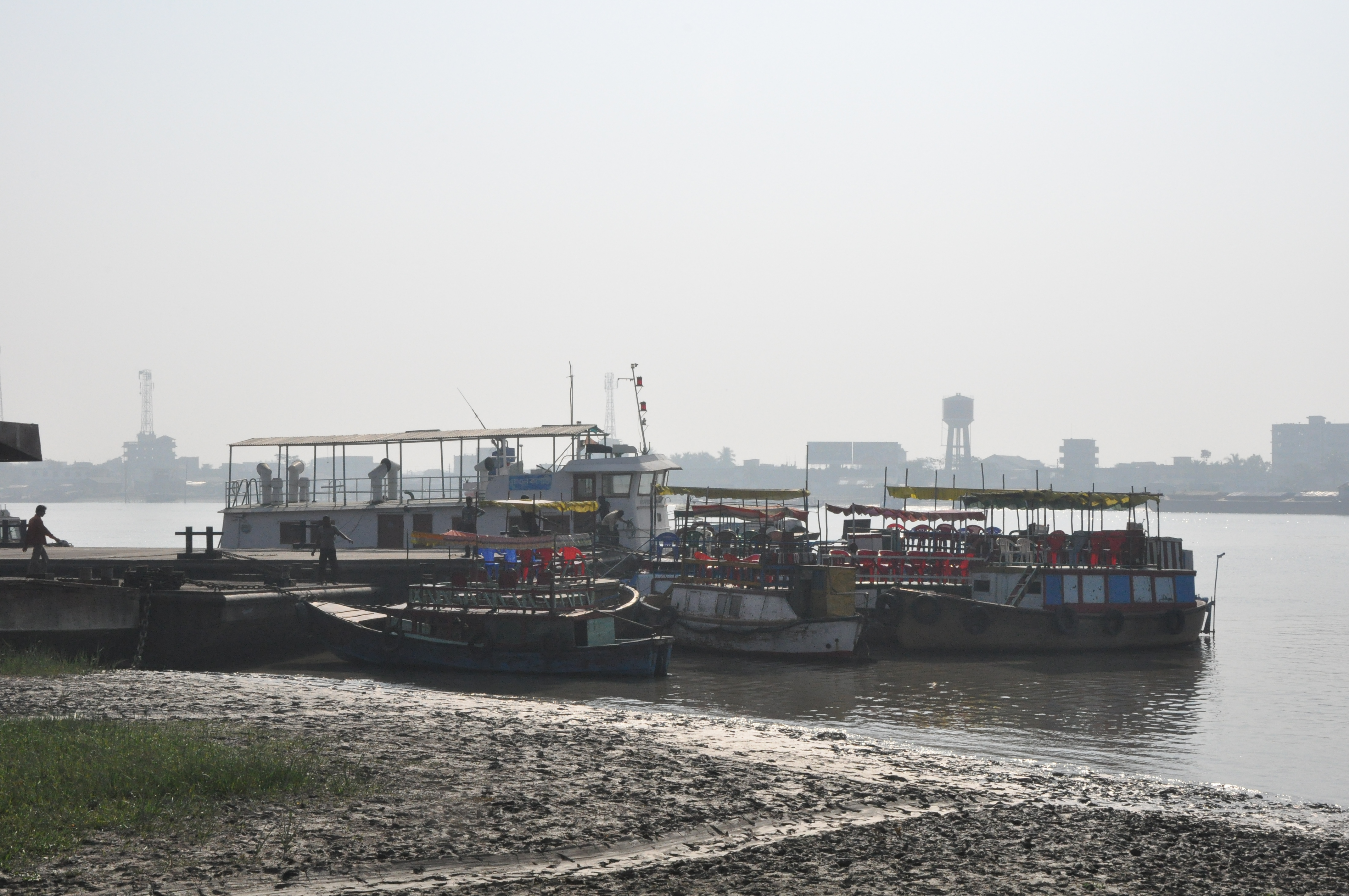
Személyszállító kompok Monglánál

Mongla lakosságának alakulása:
| 1991   | 1996   | 2001   | 2010   |
| ------ | ------ | ------ | ------ |
| 52 365 | 61 606 | 56 746 | 60 865 |

## Fordítás
Ez a szócikk részben vagy egészben  a   Port of Mongla című angol Wikipédia-szócikk fordításán alapul.  Az eredeti cikk szerkesztőit annak laptörténete sorolja fel. Ez a jelzés csupán a megfogalmazás eredetét és a szerzői jogokat jelzi, nem szolgál a cikkben szereplő információk forrásmegjelöléseként.
Ez a szócikk részben vagy egészben  a   Mongla című német Wikipédia-szócikk fordításán alapul.  Az eredeti cikk szerkesztőit annak laptörténete sorolja fel. Ez a jelzés csupán a megfogalmazás eredetét és a szerzői jogokat jelzi, nem szolgál a cikkben szereplő információk forrásmegjelöléseként.